# Hossein Hosseini (calciatore 1992)
Seyedhossein Hosseini, meglio noto come Hossein Hosseini (in persiano سید حسین حسینی‎; Shiraz, 30 giugno 1992) è un calciatore iraniano, portiere dell'Sepahan e della nazionale iraniana.

## Carriera

### Club
Hosseini inizia a giocare entrando a far parte delle giovanili del Bargh Shiraz, squadra della sua città natale, con cui poi debutta nel 2012.
Nell'estate dello stesso anno, il portiere passa a titolo definitivo all'Esteghlal, sua squadra del cuore, con cui firma un contratto triennale. Qui, Hosseini veste principalmente il ruolo di riserva di Mehdi Rahmati, e fa il suo esordio con la squadra di Teheran solo il 10 dicembre 2013, nell'incontro di coppa nazionale contro il Caspian Qazvin.
Nell'estate del 2014, mentre sta prestando il servizio militare, il portiere passa in prestito biennale al Malavan, con cui debutta fra i professionisti il 25 agosto 2014, nell'incontro della massima serie contro il Rah Ahan.
Rientrato all'Esteghlal nell'estate del 2016, Hosseini ha iniziato la stagione 2016-2017 da titolare fra i pali della squadra, in seguito all'indisponibilità di Rahmati, per poi cedergli nuovamente il posto al suo rientro.
Diventato definitivamente titolare nell'annata seguente, il portiere diventa anche capitano della squadra: inoltre, fra il 31 ottobre 2017 e il 12 gennaio 2018, stabilisce il nuovo record di imbattibilità della massima serie iraniana, mantenendo inviolata la propria rete per 872 minuti e battendo il precedente primato di Bahram Mavaddat. Tale record è stato a sua volta infranto dal connazionale Payam Niazmand nell'ottobre del 2019.
Nella stagione 2021-2022, ha contribuito alla vittoria sia del campionato (in cui ha collezionato 18 clean sheet), sia della Supercoppa nazionale da parte dell'Esteghlal.

### Nazionale
Hosseini ha rappresentato l'Iran a diversi livelli giovanili, prendendo anche parte ai Mondiali Under-17 del 2009 in Nigeria.
Convocato per la prima volta in nazionale maggiore nel novembre del 2017, debutta ufficialmente con il Team Melli il 17 marzo 2018, prendendo il posto del collega Hamed Lak nel secondo tempo dell'amichevole contro la Sierra Leone, vinta per 4-0.
Nel maggio dello stesso anno, viene inserito dal CT Carlos Queiroz nell'elenco dei pre-convocati per i Mondiali di calcio in Russia, rimanendo però escluso dalla lista finale.
Rientrato nel giro della nazionale iraniana verso la fine del 2022, viene incluso fra i convocati per i Mondiali in Qatar. Qui, parte inizialmente come riserva di Alireza Beiranvand: tuttavia, subentra a quest'ultimo per infortunio nella prima partita della fase a gironi contro l'Inghilterra, poi persa per 6-2. Quindi, mantiene il proprio posto fra i pali nell'incontro successivo contro il Galles, vinto per 2-0, per poi restituire la titolarità allo stesso Beiranvand nell'ultimo match del girone contro gli Stati Uniti, che si conclude con una sconfitta per 1-0 e sancisce l'eliminazione del Team Melli dal torneo.

## Statistiche

### Cronologia presenze e reti in nazionale
| Cronologia completa delle presenze e delle reti in nazionale ― Iran | Cronologia completa delle presenze e delle reti in nazionale ― Iran | Cronologia completa delle presenze e delle reti in nazionale ― Iran | Cronologia completa delle presenze e delle reti in nazionale ― Iran | Cronologia completa delle presenze e delle reti in nazionale ― Iran | Cronologia completa delle presenze e delle reti in nazionale ― Iran | Cronologia completa delle presenze e delle reti in nazionale ― Iran | Cronologia completa delle presenze e delle reti in nazionale ― Iran |
| Data                                                                | Città                                                               | In casa                                                             | Risultato                                                           | Ospiti                                                              | Competizione                                                        | Reti                                                                | Note                                                                |
| ------------------------------------------------------------------- | ------------------------------------------------------------------- | ------------------------------------------------------------------- | ------------------------------------------------------------------- | ------------------------------------------------------------------- | ------------------------------------------------------------------- | ------------------------------------------------------------------- | ------------------------------------------------------------------- |
| 17-3-2018                                                           | Teheran                                                             | Iran                                                                | 4 – 0                                                               | Sierra Leone                                                        | Amichevole                                                          | -                                                                   | 46’                                                                 |
| 19-5-2018                                                           | Teheran                                                             | Iran                                                                | 1 – 0                                                               | Uzbekistan                                                          | Amichevole                                                          | -                                                                   | 46’                                                                 |
| 15-11-2018                                                          | Teheran                                                             | Iran                                                                | 1 – 0                                                               | Trinidad e Tobago                                                   | Amichevole                                                          | -                                                                   |                                                                     |
| 24-12-2018                                                          | Doha                                                                | Palestina                                                           | 1 – 1                                                               | Iran                                                                | Amichevole                                                          | -1                                                                  | 74’                                                                 |
| 27-9-2022                                                           | Maria Enzersdorf                                                    | Senegal                                                             | 1 – 1                                                               | Iran                                                                | Amichevole                                                          | -1                                                                  |                                                                     |
| 10-11-2022                                                          | Teheran                                                             | Iran                                                                | 1 – 0                                                               | Nicaragua                                                           | Amichevole                                                          | -                                                                   | 62’                                                                 |
| 21-11-2022                                                          | Al Rayyan                                                           | Inghilterra                                                         | 6 – 2                                                               | Iran                                                                | Mondiali 2022 - 1º turno                                            | -6                                                                  | 20’                                                                 |
| 25-11-2022                                                          | Al Rayyan                                                           | Galles                                                              | 0 – 2                                                               | Iran                                                                | Mondiali 2022 - 1º turno                                            | -                                                                   |                                                                     |
| 28-3-2023                                                           | Teheran                                                             | Iran                                                                | 2 – 1                                                               | Kenya                                                               | Amichevole                                                          | -1                                                                  | 46’                                                                 |
| 9-1-2024                                                            | Al Rayyan                                                           | Iran                                                                | 5 – 0                                                               | Indonesia                                                           | Amichevole                                                          | -                                                                   | 46’                                                                 |
| 26-3-2024                                                           | Ashgabat                                                            | Turkmenistan                                                        | 0 – 1                                                               | Iran                                                                | Qual. Mondiali 2026                                                 | -                                                                   |                                                                     |
| 10-6-2025                                                           | Teheran                                                             | Iran                                                                | 3 – 0                                                               | Corea del Nord                                                      | Qual. Mondiali 2026                                                 | -                                                                   |                                                                     |
| Totale                                                              |                                                                     | Presenze                                                            | 12                                                                  |                                                                     | Reti                                                                | -9                                                                  |                                                                     |

## Palmarès

### Club

#### Competizioni nazionali
- Campionato iraniano: 2

Esteghlal: 2012-2013, 2021-2022
- Coppa d'Iran: 2

Esteghlal: 2017-2018, 2024-2025
- Supercoppa d'Iran: 1

Esteghlal: 2022